# Гипотеза южного происхождения Руси
Гипотеза южного происхождения Руси предполагает, что ранее IX века в Среднем Поднепровье (в районе Киева) или в Азово-Причерноморском регионе существовало одно или несколько политических образований, имевших название Русь и ставших позднее ядром формирования Киевской Руси. Утверждается исконность полянской руси в Киеве. Гипотеза включает в себя антинорманизм.
Если присутствие народа русь и существование политического образования Южной Руси в Среднем Поднепровье до летописных Аскольда, Дира и Олега, но не ранее первой половины IX века, подтверждено письменными свидетельствами и в целом признано в науке, то гипотеза существования Руси или прямо предшествовавших ей образований на юге в более ранний период не имеет надёжных подтверждений в исторических источниках и строится на ряде последовательных допущений.

## Общие положения

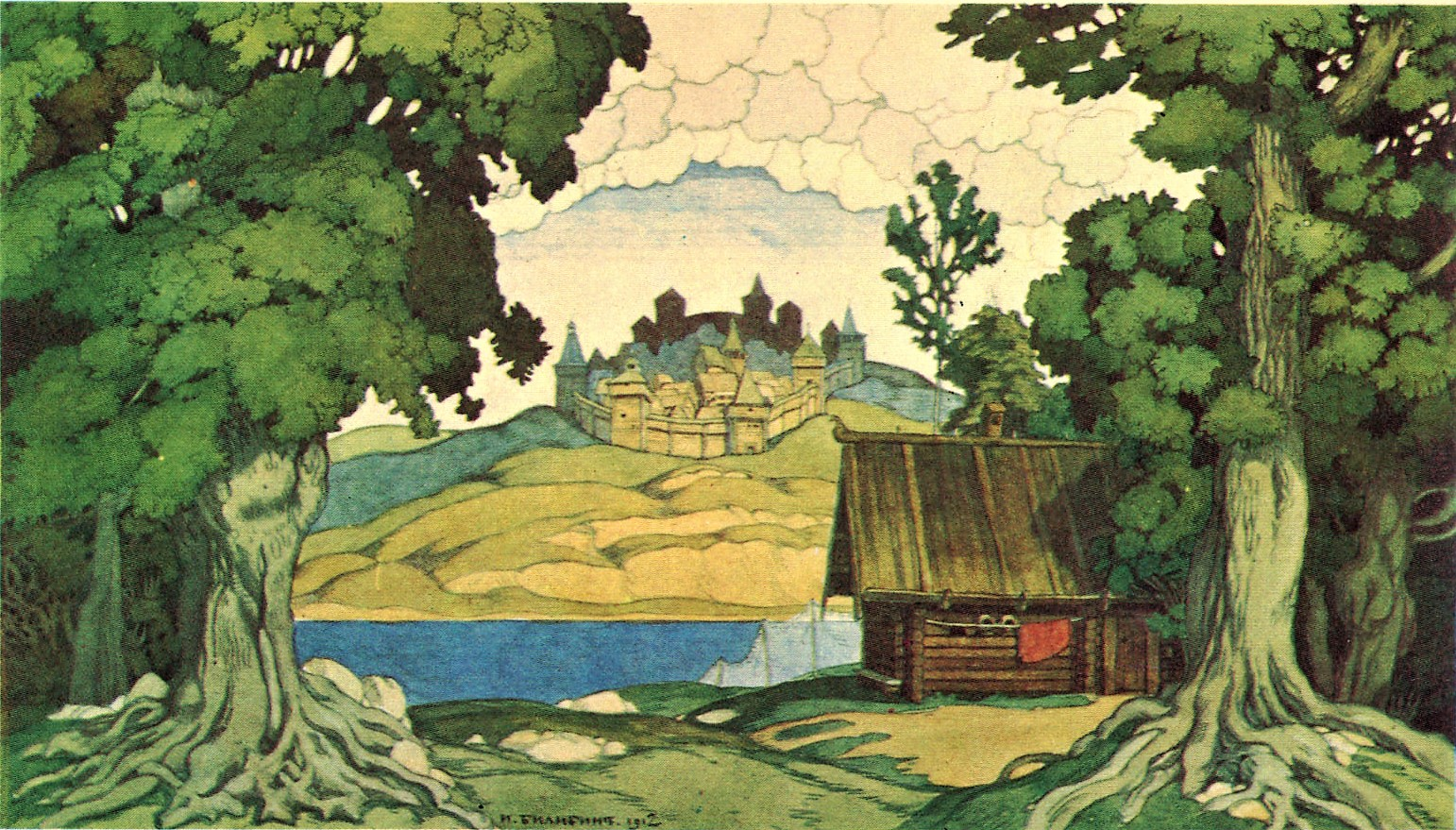
Рассвет на берегу Днепра, Иван Билибин, эскиз декорации к опере Алексея Верстовского «Аскольдова могила» 1912

Представления о местных, поднепровских корнях Руси и этимологии слова русь идут от М. В. Ломоносова. Они были развиты в XIX и в начале XX веках, особенно в работах С. А. Гедеонова, Д. И. Иловайского, М. С. Грушевского, В. А. Пархоменко и др., а в 1930-х — 1950-х годах получили поддержку крупных советских историков. Утверждается, что до Киевской Руси, ещё в VI—IX веках существовала цепочка образований, которая привела к формированию в IX веке славянского государства, чему, в частности, способствовало ослабление господства хазар. Вводится допущение, что это государство уже в самом начале имело название Русская земля и являлось не племенным, а территориальным, географическим политическим образованием. Эта ранняя Русская земля стала ядром образовавшегося позднее Киевского государства. Пределы Русской земли для IX века предполагались на основе интерпретации различных источников. В неё включались территории по обеим сторонам Днепра, в том числе Киевская земля, исключая земли древлян и дреговичей, Переяславская и Черниговская земля, кроме северной и северо-восточной частей. Согласно гипотезе, эти три феодальных полугосударства-княжества позднее образовали Киевскую Русь. Позднее название Русь распространилось на всю древнерусскую народность и её территории. В рамках гипотезы считается, что варяги, которые пришли на Русь, должны были принять это местное имя.
Одна из гипотез автохтонного происхождения этнонима русь выводит его из гидронима Рось (др.-рус. Ръсь), названия правого притока Днепра в Среднем Поднепровье, южнее Киева. Эту гипотезу разделял, в частности, академик Б. А. Рыбаков.

## Развитие
В отличие от «Повести временных лет», текст Новгородской первой летописи в начальной части нередко бессвязен, согласно ему варяги Аскольд и Дир пришли в Киев неизвестно откуда до призвания Рюрика и «нарекостася князема» (нареклись князьями), как прокомментировал новгородский летописец эту конструкцию с целью объяснить последующий фрагмент, где Олег и Игорь обвиняют этих двух варягов в узурпации власти князей. Этот текст использовался сторонниками идеи исконной династии «Киевичей», потомков легендарного Кия, к которой приписывались варяги Аскольд и Дир, начиная с работы польского хрониста XV века Яна Длугоша, который писал: «После смерти Кия, Щека и Хорива, наследники по прямой линии, их сыновья и племянники много лет господствовали у русинов, пока преемственность не перешла к двум родным братьям Аскольду и Диру». Версия Длугоша была поддержана Матеем Стрыйковским, неоднократно писавшем о родстве Аскольда и Дира с Кием. Согласно гипотезе А. А. Шахматова, основанной на линейной интерпретации текста Новгородской первой летописи, ещё до призвания Рюрика северными племенами в Киев пришли «полчища» варягов во главе с Аскольдом и Диром. Однако Новгородская первая летопись, на которую Шахматов как на Начальный свод, Аскольд и Дир именуются варягами, а не русью. Гипотеза Шахматова стала основой для различных конструкций, согласно которым «Аскольдова Русь» была южным, киевским, предшественником северной Русской земли.
Гипотеза южного происхождения Руси связана со славянской школой, направлением российской историографии, представители которого стремились доказать глубокую древность и исконную высокую цивилизованность славян и русских, не уступавших народам Западной Европы и имевших право на равное с ними место в мировой истории и мировом сообществе, самобытность Руси и исконную славянскую принадлежность народа русь. Одним из основателей славянской школы считается Михаил Ломоносов, комплекс исторических идей которого включал идеи древности славянского этноса, древнего происхождения «российского» (русского) народа и др.
Авторов славянской школы мотивировало стремление «восстановить справедливость». Они отвергали, пренебрежительное, по их мнению, отношение господствовавшей в то время в исторической науке немецкой школы, рассматривавшей древних славян как «дикарей», которым германские народы «несли свет учёности». Немецкими авторами последняя концепция использовалась для оправдания их экспансии на восток, покорения или уничтожения различных славянских сообществ в западных славянских регионах. В связи с этим данный научный спор имел существенную политическую основу. Представители славянской школы заявляли о расселении славян на огромных территориях и в глубокой древности, для чего славяне отождествлялись ими с различными народами, такими как троянцы, скифы, сарматы, роксоланы, готы, гунны, варяги, этруски и др. По причине слабой методической базы уже в период своего развития школа подвергалась существенной критике и с XIX века в рамках науки стала лишь историографическим наследием.
Ломоносов использовал сведения Киевского синописа и писал о родстве русских с роксоланами (II век н. э.) и сарматами.
Юрий Венелин стремился доказать, что славяне являются одним из древнейших народов Европы, и писал о «гунно-аваро-хазарской державе», называя её «царством русского народа».
Представитель славянской школы Егор Классен находил славян на многих территориях и во многие эпохи. По его мнению, русы героически защищали Трою, жили в Аравии эпохи царя Соломона, в начале н. э. существовала «Великая Россия». Со славянами им отождествлялись почти все народы Геродотовой Скифии, начиная с самих скифов. В целом он не выдвинул новых идей, а скомпилировал представления Ломоносова, Шлегеля, Венелина, Хомякова и ряд других авторов. Эти авторы предпринимали попытки сформулировать методические приёмы работы и опираться на них при анализе источников, однако Классен этого не делал. Его труд имел идеологическую цель предоставить моральную компенсацию за поражение в Крымской войне, стремясь продемонстрировать исторические «преимущества» русских перед другими народами, доказать их особое политическое место в мире. Классен не имел авторитета ни у своих современников, ни у специалистов последующих поколений.
Одним из поздних авторов славянской школы был историк Дмитрий Иловайский, который был активным противником норманской теории, связывая термин русь с гипотетической Азово-Черноморской Русью, где, по его мнению, обитали «славяне-роксоланы». По научным данным роксоланы были ираноязычным племенем, о чём было известно уже специалистам, современникам Иловайского.
Славянская школа имела некоторое распространение вплоть до Первой мировой войны, но была маргинальна. К ней относился консервативный историк В. И. Ламанский, который, в частности, произвольно интерпретировал название греческого города Киос и предположил существование группы «киян» во главе с легендарным Кием, со временем переселившуюся в Поднепровье.
Согласно С. А. Гедеонову, Южная Русь находилась в подчинении у хазар, и русский каган, известный по Бертинским анналам и ряду других источников, был наместником хазарского. Современный взгляд на гипотетический южный Русский каганат как структуру изначально независимую и конкурирующую с хазарами утвердился в послевоенной советской историографии, начиная с работ В. В. Мавродина, Б. А. Рыбакова и М. И. Артамонова.
Г. В. Вернадский помещал первоначальную территорию русов в дельте Кубани и полагал, что своё имя они усвоили от роксаланов («светлых аланов»), которые, по его мнению, были частью антов. При этом он считал правящий слой русов этническими скандинавами.
Начиная с рубежа 1930—1940-х годов советскими авторами продвигалась идея исключительно автохтонного развития раннеславянского единства, корни которого возводились к энеолиту или бронзовому веку. Большое внимание в этих построениях уделялось югу России, в связи с чем возродилась идея Иловайского об Азово-Причерноморской Руси. Ряд авторов считал, что славяне сформировались на этой территории автохтонно на базе предшествовавших скифо-сарматских культур. В рамках развивавшегося в 1940-х годы государственного шовинизма советская наука временно возродила ряд концепций славянской школы. Однако после смерти Сталина большая часть специалистов утратила интерес к этим идеям, включая многих бывших сторонников.
В середине 1940-х — начале 1950-х годов происходил новый рост антинорманизма, что было вызвано двумя причинами: реакцией на эксплуатацию идей «норманизма» в нацистской Германии и борьбой с «космополитизмом» в СССР, в сферах истории и археологии выразившейся в гипотезе автохтонного, не требовавшего внешнего влияния, развития восточных славян. Присутствие скандинавов на территории Восточной Европы отрицалось, в частности А. В. Арциховским, для доказательсвта чего, как в предыдущие два столетия использовалась, в первую очередь, на нескандинавская этимология названий «русь» и «варяги», считавшихся по происхождению восточно-славянскими (М. Н. Тихомиров), кельтскими и прибалтийско-славянскими (А. Г. Кузьмин) или иными. Официальная советская пропаганда представляла «норманистов» как «врагов народа» или «агентов запада».
Ряд советских историков вслед за М. Н. Тихомировым развивал идею автохтонного (среднеднепровского) происхождения названия русь.
Сторонником гипотезы был советский историк академик Б. А. Рыбаков. Он поддерживал и продвигал антинорманизм и считал, что Среднее Поднепровье имело важнейшее значение в формировании Русского государства, истоки которого он возводил к VI—VII векам. Областью, где проходил этногенез славян, учёный считал земли от Среднего Поднепровья до Одера. В 1964 году вышла небольшая научно-популярная книга «Первые века русской истории», где автор обратился к механизму зарождения государственности восточных славян и сформулировал гипотезу о существовании державы Русь уже в первой половине IX века. Академик отождествлял славян и русь, помещая первое древнеславянское государство, предшественника Киевской Руси, в лесостепь Среднего Поднепровья. В монографии «Киевская Русь и русские княжества XII—XIII веков» (1982) излагается общая концепция автора, в общих чертах намеченная в других его работах и главах обобщающих коллективных изданий.
В статье «Анты и Киевская Русь» (1939) Рыбаков соотнёс городища роменского типа с народом антов, затем приписал последним черняховскую культуру, соотносимую с готами, а в работе «Проблема образования древнерусской народности в свете трудов И. В. Сталина» (1952) предложил переименовать выделенные А. А. Спицыным «древности антов» в «древности русов». Название анты исследователь выводил от названия венеты при помощи предложенной им в русле народной этимологии «диалектной» формы «вянты», а название вятичей понималась производным от «общеславянского наименования» венеты. В связи с этим он писал о праславянском и древнейшем русском ареале от Дуная до Оки. Характеристику учёным «древностей антов» как «дружинной культуры» историк В. Я. Петрухин считал корректной. Вслед за Рыбаковым археолог В. В. Седов стремился проследить развитие славянских археологических культур в течение длительного времени, начиная с позднеримского периода и до эпохи исторических миграций VI века, и предложил реконструкцию древней антской общности IV века, которую возглавлял «король Бож». Эти гипотезы не были приняты источниковедами. В рамках этнических реконструкций археолога Седова к «антской группе» относятся носители пеньковской культуры и выделяемые им «русы» Приднепровья. Другими археологами антские построения Рыбакова характеризуются как гипотетичные, однако используются в качестве аргументов антинорманистскими историографами.
Основываясь на работе Сталина «Марксизм и вопросы языкознания», Рыбаков постулировал существование «курско-орловского сектора славянства», рассматривая его как восточную часть «Русской земли». Легендарный князь Кий считался им князем VI века, к тому же периоду относилось складывание понятия «Русская земля». По мнению В. Л. Янина, Рыбаков придерживался разработанной М. С. Грушевским концепции «киевоцентризма», согласно которой государственное устройство распространялось не из Новгорода в Киев, а наоборот. Как пишет Янин, Рыбаков пошёл дальше, чем Грушевский, заявив об основании Новгорода киевлянами для защиты северных рубежей.
Этимология этнонима русь из индоарийских языков разрабатывалась лингвистом О. Н. Трубачевым. Ссылаясь на древнерусскую литературу и топонимию (Лукоморье русских летописей XII века; Синее море = Азовское море, Синяя вода = Дон, Русское море = Чёрное море) исследователь делает допущение, что в V—VI веках славяне вышли к берегам Чёрного и Азовского морей. По его мнению, первоначальный этноним poc тяготел к территориям Тавриды, Приазовья и Северного Причерноморья. В Крыму VIII—IX веков он помещает народ росы, известный грекам. Этот древний этноним, по мнению Трубачёва, с появлением славян с течением времени получает новое этническое содержание. Индоарийская этимология подкрепляется им путём сопоставления с этимологическим значением этнонима куман (половцы) «беловатый, беловато-желтый». Исследователь допускает, существование региональной традиции, существовавшей до славян и до тюрок, именования Северного Причерноморья как «Белая, Светлая сторона». Ранее имя русь производилось от иранских «светлый, блестящий» (ср. осет. ru–xs/roxs «свет, светлый», перс. ru–xs‎ «сияние» и др.).
Новгородская первая летопись в рассказе о вокняжении Игоря сообщает: «бѣша у него Варязи мужи Словенѣ, и оттолѣ прочии прозвашася Русью». Фраза свидетельствует, что название русь перешло от варягов и новгородских словен на «прочих», прежде всего на полян. Однако «прочи» в Комиссионном списке этой летописи является вставкой на полях. По мнению А. А. Шахматова, это слово также заимствовано из описания тех же событий в «Повести временных лет», где сказано о князе Олеге: «И бѣша у него варязи и словѣни и прочи, прозвашася русью». Согласно Шахматову, «Вставка слов „и прочи“, весьма характерна именно для Повести вр. лет, которая проводит тенденциозно историю варяжского происхождения руси: теория эта находила себе опровержение в соответствующем месте Начального свода, ибо оказывалось, что варяги прозвались русью только после перехода в южную Русь, но вставка слов „и прочи“ устраняла возникшее было затруднение. Следовательно, Начальный свод сообщал о том, что варяги (или варяги и словене) назвались русью только перейдя, осевши в Киеве». Хотя сам Шахматов считал, что ещё до призвания Рюрика северными племенами в Киев пришли «полчища» варягов во главе с Аскольдом и Диром, но созданная им конструкция воспроизводилась в антинорманистской историографии, стремящейся обойти проблему скандинавской этимологии доказать исконность полянской руси в Киеве, включая работы Б. А. Рыбакова, А. Г. Кузьмина, А. А. Горского и др..

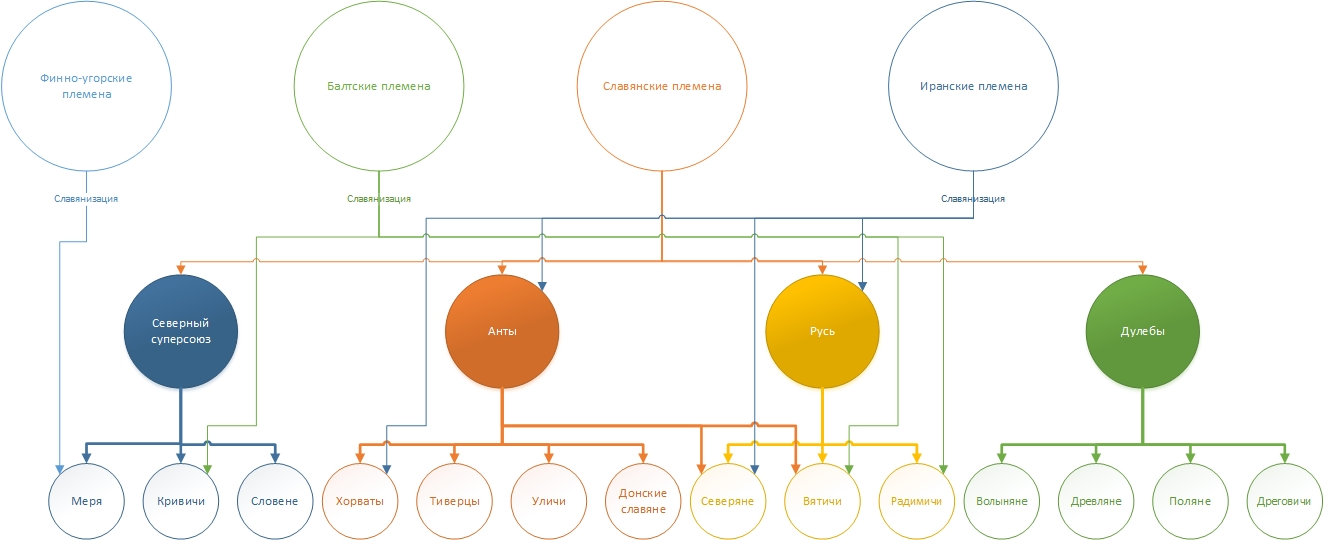
Этногенез восточнославянских племён, согласно исследованиям В. В. Седова

Археолог В. В. Седов помещал Русский каганат в междуречье среднего Дона и верхней Оки до Среднего Поднепровья. Седов, вслед за М. И. Артамоновым, не отрицая влияния норманнов на севере, выводил этноним русь из иранских корней. Он признавал этимологическую версию О. Н. Трубачёва наиболее обоснованной. Седов отождествил Русский каганат с волынцевской археологической культурой у северо-западных границ Хазарии и связал с его деятельностью возведение хазарами серии каменных пограничных крепостей в царствование византийского императора Феофила. Преимущественно славянское население волынцевской культуры, по мнению Седова, у соседних народов было известно под названиями «поляне», «росы/русы» («…поляне, яже ныне зовомая русь» — «Повесть временных лет»), а административный центр нового объединения располагался на месте современного Киева. Конец Русского каганата автор увязывает с захватом Киева вначале Аскольдом и Диром, а затем Олегом, и объединением с северными землями восточного славянства.
Ряд идей славянской школы присутствует в «Велесовой книге», фальсификате середины XX века, включая идею об Азово-Причерноморской Руси и роли в её сложении роксоланов.

## Критика
Гипотеза строится на ряде последовательных допущений, начиная с существования государства восточных славян до Киевской Руси; предполагается его территория; на основе этого допущения считается, что государство должно было носить имя Русская земля, которое, таким образом имело местное происхождение; затем для этого названия выстраивается этимология из местных географических названий или этнонимов, чаще не славянских, а принадлежащих ближайшим народам древности. Лингвистическая аргументация, которая имеет важнейшее значение при определении происхождения этнического имени, остаётся весьма слабым местом «южной» гипотезы.
Е. А. Мельникова и В. Я. Петрухин отмечали, что работы историков начатого Тихомировым советского направления, рассматривавшего среднеднепровское происхождение названия русь, либо не содержат каких-либо доказательств этого положения, либо сводят аргументы к общим соображениям о существовании в Среднем Поднепровье Русского государства на рубеже VIII—IX веков или в ещё более ранний период при отсутствии на этой территории скандинавских древностей.
Лингвистический анализ позволяет отвергнуть возможность происхождения слова русь от названия реки Рось. В древнерусском языке слово выглядело как Ръсь (ъ в корне этого слова означает сверхкраткий — редуцированный — гласный звук заднего ряда среднего подъёма), косвенные падежи — на Рси, по Рьси (редуцированный закономерно выпадает) и др. Жители берегов реки Рось именовались в летописных текстах не «русь» или «россичи» и т. п., а поршане. Таким образом, в X веке в названии Ръсь присутствовал краткий глухой гласный ъ, который прояснился в о (будучи в сильной позиции) только в XII веке (ср.: търгъ > торгъ, вълкъ > волкъ и др.). Ср.: название города и реки Ръша в Ипатьевской летописи — современные город Орша и река Оршица. Этимологически общеславянский ъ восходит к индоевропейскому u, тогда как ӯ (в слове русь) могло развиться только из индоевропейского дифтонга *au или *ou. Таким образом, корни ръс- (> рос-) и рус- независимы один от другого.
Согласно Л. С. Клейну, Рыбаков «углубил Киев на полтысячелетия (приписав его основание к концу V в.)», хотя не мог не знать, что наиболее ранний славянский культурный слой относится к IX веку. Ранние поселения и монетные находки в черте Киева не имеют прямого отношения к истории города и не могут свидетельствовать о существовании Киева за полтысячелетия до возникновения других городов Руси. Рыбакову не удалось доказать на археологическом материале связь предполагаемой культуры антов или «русов», как он их называл, с позднейшими достоверно славянскими культурами. Рыбаковым игнорировались прослеживаемые по инвентарю древнерусских дружинных курганов культурные связи со Скандинавией.
В. Я. Петрухин писал, что следующее за конструкцией Шахматова отождествление полян с начальной русью опирается на взятую вне контекста летописи фразу: «поляне, яже нынѣ зовомая Русь». Однако фраза является комментарием к «Сказанию о преложении книг на словенский язык», отсылающим к космографическому введению «Повести временных лет».
Р. А. Агеева отмечала, что допущение об иранском происхождении этнонима русь Седов делает методом «от противного»: если слово не славянского и не тюркского происхождения, то оно, по его мнению, является иранским, поскольку, по данным археологии, в Среднем Поднепровье могли находиться древние иранские племена. Агеева писала, что методом «от противного» можно «доказывать» принадлежность этнонима и любому другому этносу, когда-либо проживавшему на рассматриваемой территории, включая, например, готов.
Историк А. А. Зимин рассматривал идеи Кузьмина об исконности полянской руси в Киеве как тенденциозные, отмечая игнорирование им текстологических принципов при анализе летописей и субъективность выводов.